# Pawieł Barejsza
Pawieł Hienadziewicz Barejsza (biał. Павел Генадзевіч Барэйша; ur. 16 lutego 1991 w Grodnie, Białoruska SRR) – białoruski lekkoatleta specjalizujący się w rzucie młotem.
Szósty zawodnik mistrzostw świata juniorów w Moncton (2010). W 2014 zajął 10. miejsce na mistrzostwach Europy w Zurychu, a rok później został wicemistrzem uniwersjady w Gwangju, powtarzając ten wyczyn 2 lata później w Tajpej na tych samych zawodach.
Złoty medalista mistrzostw Białorusi oraz reprezentant kraju w pucharze Europy w rzutach.
Rekord życiowy: 78,60 (21 maja 2016, Brześć).

## Osiągnięcia
| Rok  | Impreza                                 | Miejsce        | Lokata            | Wynik |
| ---- | --------------------------------------- | -------------- | ----------------- | ----- |
| 2010 | Mistrzostwa świata juniorów             | Moncton        | 6. miejsce        | 73,23 |
| 2011 | Młodzieżowe mistrzostwa Europy          | Ostrawa        | el. – 17. miejsce | 65,41 |
| 2012 | Zimowy puchar Europy w rzutach          | Bar            | 3. miejsce (U-23) | 69,16 |
| 2014 | Mistrzostwa Europy                      | Zurych         | 10. miejsce       | 74,73 |
| 2015 | Uniwersjada                             | Gwangju        | 2. miejsce        | 75,75 |
| 2015 | Mistrzostwa świata                      | Pekin          | el. – 25. miejsce | 71,41 |
| 2016 | Mistrzostwa Europy                      | Amsterdam      | el. – 14. miejsce | 72,19 |
| 2016 | Igrzyska olimpijskie                    | Rio de Janeiro | el. – 13. miejsce | 73,33 |
| 2017 | Puchar Europy w rzutach                 | Las Palmas     | 2. miejsce        | 74,41 |
| 2017 | Superliga drużynowych mistrzostw Europy | Lille          | 2. miejsce        | 77,52 |
| 2017 | Mistrzostwa świata                      | Londyn         | 9. miejsce        | 75,86 |
| 2017 | Uniwersjada                             | Tajpej         | 2. miejsce        | 77,98 |
| 2018 | Puchar Europy w rzutach                 | Leiria         | 7. miejsce        | 74,04 |
| 2018 | Mistrzostwa Europy                      | Berlin         | 4. miejsce        | 77,02 |
| 2019 | Puchar Europy w rzutach                 | Šamorín        | 8. miejsce        | 72,71 |